# ネットワークインストール
ネットワークインストールは、コンピュータへのソフトウェア、とくにオペレーティングシステム (OS) の導入手法の一つで、ネットワークを介してコンピュータ上にソフトウェアを導入することを言う。フロッピーディスクやCD-ROMといった取り外し可能な記憶媒体の読み出し装置が接続されていないコンピュータへの導入や、大量のコンピュータへの一括導入に用いられる。

## ネットワークインストールの構成
ネットワークインストールの運用形態は大別して二種類の構成があり、コンピュータへの導入に必要な情報の取得には数種類の通信プロトコルから一つを選んで利用する。

### LAN内に完結した方法
ネットワークインストールに対応したOSのほとんどがこの方法を利用可能である。ほとんどの場合NetBIOSやTCP/IPによるネットワーク環境が利用される。

### インターネットを利用した方法
インターネットを利用するインストール方法は、ウィンドウズでは自由ソフトウェアやシェアウェア、またスパイウェアやアドウェアを含むマルウェアのインストールなどで使われるが、これらは一般的にはネットワークインストールとは呼ばない。
インターネットからのインストールは、実質的にはFreeBSDやLinuxなど無償で提供されているOSに特有の機能と言える。
こういったOSでは、インストールCDがイメージファイルとしてインターネット上で公開されている。
また、インストールCDに含まれているファイルがすべて、個別のパッケージ管理システム用のファイルとしても公開されているのが普通である。
市販のプロプライエタリOSでは、稀に行なわれる大規模な修正ファイル配布でサーバ負荷が集中する場合があるが、無償提供のOSでは、CDイメージや個別のファイルをミラーリングサーバにも置いたり、公式にP2P技術を使ったBitTorrent等での配布をサポートすることで負荷集中の回避が試みられている。
この場合、ネットワークインストールという方法は、インストールCDイメージファイルの配布元のサーバ負荷、そこから手元までの通信インフラの浪費、インストールを行なう規模/回数、インターネットとの接続回線など、これらの状況に応じて、CDイメージ取得とネットワークインストールによる個別のファイル取得を使い分けることができる技術だと言える。
CDイメージファイルと個別のファイルのミラーリングは二重にストレージ容量を消費する。この問題を回避するために(実際にISOイメージファイルより、個別のファイルのミラーリングサーバのほうが多い)Debian GNU/Linuxでは、個別の配布ファイルからインストーラーCDイメージを再現できるjigdo技術が実現されている。

## 情報取得に使われる通信プロトコル
- ネットワーク・ファイルシステム(NFS) : UNIX系OSで使われる。
- SMBプロトコル : UNIX系OS,OS/2等で使われる。
- ファイル転送プロトコル(FTP) : UNIX系OSで使われる。
- ハイパーテキスト転送プロトコル(HTTP) : UNIX系OSで使われる。

## OSごとの実例

### Linuxの場合
Linuxではネットワークインストールに
nfs,smb,FTP,HTTPが利用される。
インストール元としては、各プロトコルで利用できるサーバをLAN内に構築する方法とインターネット上からFTPやHTTPでファイルを取得する方法がある。

### OS/2の場合
OS/2では、ネットワークインストール用に完結したファイル共有構成が用意されている。これはFDDはあっても、CD-ROMドライブが無いコンピュータへのインストールに用いられる仕組みで、レスポンスファイルの定義による自動的な環境設定の機能を含む。このシステムでは、稼働中のOS/2のPCにインストールCDを挿入し、そこからネットワークインストール用FDの作成とネットワークインストール用システムの起動を行う。インストール先のコンピュータ側では、ネットワークインストール用のFDを使って起動し、それにより、自動的にNetBIOSによりクローズドなネットワークを構成する。なお、ここで使われるのはNetBIOSであり「NetBIOS over TCP/IP」とは異なる。